# Помпецки, Йозеф Феликс
Йозеф Феликс Помпецки (нем. Josef Felix Pompeckj; 1867—1930)— немецкий геолог и палеонтолог.

## Биография
Родился 10 мая 1867 года в местечке Кольно Варминьско-Мазурского воеводства.
Окончил реальную гимназию в Эльблонге и изучал геологию и палеонтологию в Кенигсбергском университете, где в 1885 году стал членом братства  Burschenschaft Alemannia. В этом же университете в 1890 году получил докторскую степень под руководством Вильгельма фон Бранка на тему «Die Trilobitenfauna der ost- und westpreußischen Diluvialgeschiebe». Затем вместе с фон Бранком последовал в Тюбингенский университет, где работал его ассистентом.
В 1894 году Помпецки  переехал в Государственную палеонтологическую коллекцию в Мюнхене (Paläontologische Staatssammlung in München), где работал вместе с Карлом Циттелем. Затем с 1897 года преподавал в университете, став сначала доцентом, а потом профессором. В 1896 году он по поручению румынского правительства путешествовал и занимался исследованиями в  Румынии и Польше. В 1904 году Помпецки недолго работал в Геологическом институте в Вене и в том же году стал профессором в Гогенгеймском университете. В 1907 году учёный был сначала экстраординарным, затем полным профессором в Геттингенском и в 1913 году — в Тюбингенском университете.
В 1917 году Йозеф Помпецки был профессором геологии и палеонтологии и директором Геолого-палеонтологического института и музея Университета им. Фридриха-Вильгельма (ныне Берлинский университет имени Гумбольдта) — как преемник Вильгельма Бранки. В этом же году он получил титул тайного советника (Geheimen Bergrat). В Берлине Помпецки жил и работал до конца жизни. Во время Веймарской республики он публично поддерживал Немецкую национальную народную партию. В 1923-1924 годах был деканом, а в  1923-1924 годах — ректором университета. Вместе с физиком Вильгельмом Вестфалем он выступал за научный обмен с Советским Союзом в 1920-х годах.

### Научная деятельность
Йозеф Феликс Помпецки был очень талантливым преподавателем Берлинского университета и основал в нём собственную школу палеонтологов. Он является одним из 34 членов-основателей Палеонтологического общества в 1912 года и стал его первым вице-президентом вместе с Фрицем Фрехом.
Учёный был членом Геттингенской академии наук (1911), Прусской академии наук (1920) и академии Леопольдина (1925). Являлся иностранным членом Палеонтологического общества Америки и Геологического общества Лондона. С 1920 по 1930 год был членом правления Немецкого общества геофизических наук (Deutsche Gesellschaft für Geowissenschaften).
С 1903 года Помпецки был издателем Palaeontographica и трактатов Geologische und Paläontologische Abhandlungen (совместно с Фридрихом фон Хюне), а также Lethaea geognostica и Neuen Jahrbuchs für Mineralogie, Geologie und Paläontologie и нескольких томов Fossilium Catalogus.
Умер 8 июля 1930 года в Берлине.